# Індіан-Лейк (Нью-Йорк)
Індіан-Лейк (англ. Indian Lake) — місто (англ. town) в США, в окрузі Гамільтон штату Нью-Йорк. Населення — 1363 особи (2020).

### Клімат
| Клімат : Індіан-Лейк                                        | Клімат : Індіан-Лейк | Клімат : Індіан-Лейк | Клімат : Індіан-Лейк | Клімат : Індіан-Лейк | Клімат : Індіан-Лейк | Клімат : Індіан-Лейк | Клімат : Індіан-Лейк | Клімат : Індіан-Лейк | Клімат : Індіан-Лейк | Клімат : Індіан-Лейк | Клімат : Індіан-Лейк | Клімат : Індіан-Лейк | Клімат : Індіан-Лейк |
| Показник                                                    | Січ.                 | Лют.                 | Бер.                 | Квіт.                | Трав.                | Черв.                | Лип.                 | Серп.                | Вер.                 | Жовт.                | Лист.                | Груд.                | Рік                  |
| Абсолютний максимум, °C                                     | 16,7                 | 20,0                 | 27,2                 | 30,0                 | 36,1                 | 40,6                 | 39,4                 | 37,8                 | 33,9                 | 30,6                 | 23,9                 | 20,0                 | 40,6                 |
| Середній максимум, °C                                       | −3,5                 | −1,7                 | 2,7                  | 10,1                 | 17,1                 | 21,6                 | 23,5                 | 22,8                 | 18,8                 | 12,2                 | 5,6                  | −0,9                 | 10,7                 |
| Середній мінімум, °C                                        | −14,9                | −14,2                | −9,6                 | −2                   | 3,9                  | 9,4                  | 11,9                 | 11,2                 | 7,2                  | 0,9                  | −3,6                 | −10,6                | −0,8                 |
| Абсолютний мінімум, °C                                      | −40                  | −41,1                | −34,4                | −22,8                | −11,1                | −6,1                 | −2,2                 | −6,7                 | −7,8                 | −16,7                | −27,2                | −40,6                | −41,1                |
| Норма опадів, мм                                            | 71                   | 61                   | 73                   | 80                   | 93                   | 97                   | 98                   | 96                   | 95                   | 111                  | 84                   | 74                   | 1033                 |
| Днів з опадами                                              | 15                   | 11                   | 13                   | 13                   | 15                   | 14                   | 14                   | 13                   | 13                   | 15                   | 14                   | 15                   | 165,0                |
| Днів зі снігом                                              | 17                   | 13                   | 10                   | 2                    | 0                    | 0                    | 0                    | 0                    | 0                    | 1                    | 6                    | 17                   | 66,0                 |
| ----------------------------------------------------------- | -------------------- | -------------------- | -------------------- | -------------------- | -------------------- | -------------------- | -------------------- | -------------------- | -------------------- | -------------------- | -------------------- | -------------------- | -------------------- |
| Джерело: SERCC Nowdata for Indian Lake 2SW from Albany area |                      |                      |                      |                      |                      |                      |                      |                      |                      |                      |                      |                      |                      |

## Демографія
Згідно з переписом 2010 року, у місті мешкали 1352 особи в 662 домогосподарствах у складі 396 родин. Було 1973 помешкання
Расовий склад населення:
| - 97,8 % — білих - 0,6 % — чорних або афроамериканців - 0,3 % — азіатів - 0,2 % — корінних американців |

До двох чи більше рас належало 1,0 %. Частка іспаномовних становила 1,0 % від усіх жителів.
За віковим діапазоном населення розподілялося таким чином: 14,8 % — особи молодші 18 років, 59,6 % — особи у віці 18—64 років, 25,6 % — особи у віці 65 років та старші. Медіана віку мешканця становила 52,7 року. На 100 осіб жіночої статі у місті припадало 99,7 чоловіків;  на 100 жінок у віці від 18 років та старших — 99,0 чоловіків також старших 18 років.
Середній дохід на одне домашнє господарство  становив 55 328 доларів США (медіана — 55 719), а середній дохід на одну сім'ю — 71 547 доларів (медіана — 63 846). Медіана доходів становила 24 894 долари для чоловіків та 34 375 доларів для жінок. За межею бідності перебувало 10,3 % осіб, у тому числі 0,0 % дітей у віці до 18 років та 4,2 % осіб у віці 65 років та старших.
Цивільне працевлаштоване населення становило 394 особи. Основні галузі зайнятості: освіта, охорона здоров'я та соціальна допомога — 24,1 %, будівництво — 21,1 %, транспорт — 15,5 %, науковці, спеціалісти, менеджери — 13,7 %.